# 阿于耶
阿于耶（法語：Ahuillé，法語發音：[a.ɥije]）是法国马耶讷省的一个市镇，位于该省中部，属于拉瓦勒区。该市镇总面积29.87平方公里，2009年时的人口为1804人。

## 交通
马耶讷省省道D251线、D500线和D545线在镇中心交汇，D32线和D771线分别经过境内北部和南部。

## 人口
阿于耶人口变化图示